# Aphis pseudocytisorum
Aphis pseudocytisorum är en insektsart. Aphis pseudocytisorum ingår i släktet Aphis och familjen långrörsbladlöss. Inga underarter finns listade i Catalogue of Life.